# Скожешиці
Скожешиці (пол. Skorzeszyce) — село в Польщі, у гміні Ґурно Келецького повіту Свентокшиського воєводства.
Населення — 1408 осіб (2011).
У 1975-1998 роках село належало до Келецького воєводства.

## Демографія
Демографічна структура на день 31 березня 2011 року:
|          | Загалом | Допрацездатний вік | Працездатний вік | Постпрацездатний вік |
| -------- | ------- | ------------------ | ---------------- | -------------------- |
| Чоловіки | 715     | 164                | 496              | 55                   |
| Жінки    | 693     | 162                | 423              | 108                  |
| Разом    | 1408    | 326                | 919              | 163                  |